# Ричард Чиз
Ричард Чиз (Richard Cheese, образовано от жаргонного названия смегмы —«dick cheese») — псевдоним американского певца, фронтмена группы «Richard Cheese and Lounge Against the Machine» из Лос-Анджелеса (Калифорния). Настоящее имя Марк Джонатан Дэвис (Mark Jonathan Davis) . Группа известна своими шуточными версиями песен известных поп и рок музыкантов, исполненными в манере крунинга (напоминающей стиль Фрэнка Синатры, Дина Мартина и Тони Беннета). Название группы «Lounge Against The Machine» представляет собой аллюзию на название группы Rage Against The Machine.

## Состав группы
Участники группы также выступают под псевдонимом, и если у Дэвиса это дословно «сыр» (англ. cheese), то остальные в качестве фамилии избрали конкретный сорт. 

### Текущий
- Richard Cheese — вокал
- Bobby Ricotta — фортепиано, клавишные
- Frank Feta — ударные, перкуссия
- Billy Bleu — бас-гитара

### Бывшие участники
- Ron Belcher
- Charles Byler
- David Adler
- Christopher Monaco
- Louis Allen
- Jeff Novack
- John Hatton
- Pablo Motta
- Todd LeValley

## Дискография

### Студийные альбомы
- Lounge Against the Machine[3] (2000)
- Tuxicity[4] (2002)
- I'd Like a Virgin[5] (2004)
- Aperitif for Destruction[6] (2005)
- The Sunny Side of the Moon: The Best of Richard Cheese[7] (2006)
- Silent Nightclub (2006)
- Dick at Nite (2007)
- Viva la Vodka[8] (2009)
- OK Bartender[9] (2010)
- Lavapalooza[10] (2010)
- A Lounge Supreme (2011)
- Hail to Cheese (Greatest hits) (2012)
- Back in Black Tie[11] (2012)
- Cocktails with Santa (2013)
- The Lounge Awakens: Richard Cheese Live At The Mos Eisley Spaceport Cantina (2015)
- Supermassive Black Tux (2015)
- Live At Wayne Financial Tower In Metropolis (2016)
- Licensed To Spill[12] (2017)
- Lord of the Swings[13]: The Best of Richard Cheese, Volume 2 (2018)
- Richard Cheese: The Mashup Album (2018)
- Grateful (ожидается в 2020)

### Синглы
- «Indiana Jones Theme» (a.k.a. «The Raiders March») (2008)

### Участие всаундтреках
- Рассвет мертвецов («Down with the Sickness»)
- Бэтмен против Супермена: На заре справедливости (2016)
- Лего фильм: Бэтмен (2017)
- Барб и Звезда едут в Виста дель Мар[англ.] (2021)
- Армия мертвецов (2021)